# Aire urbaine de Saint-Chély-d'Apcher
L'aire urbaine de Saint-Chély-d'Apcher est une aire urbaine française centrée sur l'unité urbaine de Saint-Chély-d'Apcher.

## Données générales
L'aire urbaine de Saint-Chély-d'Apcher est composée de huit communes et compte 6 892 habitants en 2017.
Le tableau suivant détaille la répartition de l'aire urbaine sur le département :
| Département | Communes (nb) | Communes (%) | Superficie (km²) | Superficie (%) | Population (2017) | Population (%) |
| ----------- | ------------- | ------------ | ---------------- | -------------- | ----------------- | -------------- |
| Lozère      | 8             | 5,26         | 160,6            | 3,10           | 6 892             | 9,0            |

## Composition
L'aire urbaine de Saint-Chély-d'Apcher est composée des huit communes suivantes :
| Nom                   | Code Insee | Statut | Superficie (km2) | Population (dernière pop. légale) | Densité (hab./km2) |
| --------------------- | ---------- | ------ | ---------------- | --------------------------------- | ------------------ |
| Albaret-Sainte-Marie  | 48002      |        | 15,98            | 557 (2022)                        | 35                 |
| Les Bessons           | 48025      |        | 23,49            | 424 (2022)                        | 18                 |
| Blavignac             | 48026      |        | 13,83            | 257 (2022)                        | 19                 |
| La Fage-Saint-Julien  | 48059      |        | 18,06            | 303 (2022)                        | 17                 |
| Prunières             | 48121      |        | 13,09            | 226 (2022)                        | 17                 |
| Rimeize               | 48128      |        | 32,3             | 614 (2022)                        | 19                 |
| Saint-Chély-d'Apcher  | 48140      |        | 28,26            | 4 025 (2022)                      | 142                |
| Saint-Pierre-le-Vieux | 48177      |        | 15,55            | 314 (2022)                        | 20                 |

## Évolution démographique
| 1968  | 1975  | 1982  | 1990  | 1999  | 2007  | 2012  | 2017  |
| ----- | ----- | ----- | ----- | ----- | ----- | ----- | ----- |
| 7 173 | 6 528 | 6 675 | 6 520 | 6 521 | 7 056 | 6 910 | 6 892 |